# Атлантида: світ до потопу
«Атланти́да: світ до пото́пу» (англ. Atlantis: The Antediluvian World) — книга американського політика Ігнатіуса Лойоли Доннеллі, опублікована 1882 року. Доннеллі вважав повідомлення Платона про Атлантиду описом цивілізації, яка дійсно існувала, і намагався довести, що всі інші давні цивілізації Землі походять від атлантичної. Книга стала надзвичайно популярною (тільки до 1890 було зроблено 23 видання, а до 1949 — 50) і лягла в основу суджень про Атлантиду в працях Джеймса Черчварда, використовувалася в міркуваннях про Атлантиду О. П. Блаватської та Р. Штейнера. На міркування Доннеллі про спільність стародавніх культур Старого і Нового світу вплинули ексцентричні теорії Ш.-Е. Брассера де Бурбура та О. Ле-Плонжона.

## Основні тези
У першому ж розділі книги І. Доннеллі формулює 13 тез, які потім докладно обґрунтовує:
1. Колись в Атлантичному океані, неподалік Гібралтарської протоки існував великий острів, залишок Атлантичного материка, в античності відомий як Атлантида.
2. Платонів опис цього острова не вигадка, а справжня історія.
3. Атлантида — той регіон, де людина створила першу цивілізацію.
4. Жителі Атлантиди населили узбережжя Мексиканської затоки, долину Міссісіпі, Амазонію, атлантичне узбережжя Південної Африки та басейн Середземномор'я, аж до Чорного та Каспійського морів.
5. Міфи про Олімп, сади Гесперид, Асгард та інші — спогади про Атлантиду, де кожна людина віками жила у мирі та щасті.
6. Боги стародавніх народів були правителями та героями Атлантиди, а міфи про них — плутані спогади про реальні події.
7. Міфології Єгипту та Перу зберегли первинну релігію Атлантиди — сонцепоклонництво.
8. Найдавнішою колонією атлантів був Єгипет, давньоєгипетська цивілізація — відтворення цивілізації Атлантиди.
9. Бронзова доба почалося в Атлантиді, атланти також першими освоїли виробництво заліза.
10. Від писемності Атлантиди походять як фінікійська абетка, так і писемність мая.
11. Атлантида — прабатьківщина аріїв, семітів і урало-алтайських народів[ru].
12. Атлантида загинула від наслідків природної катастрофи, занурившись в океан.
13. Деяким атлантам вдалося врятуватися, рознісши звістку про всесвітній потоп між народами Старого й Нового світу.

## Критика
Л. Спрег де Кемп у своїй книзі «Втрачені континенти» (англ. Lost Continents: The Atlantis Theme in History, Science, and Literature, 1954) стверджував, що Доннеллі перетворив атлантологію на популярний культ. Розбираючи 13 тез Доннеллі, Спрег де Кемп зазначав, що 
Нічого з цього Доннеллі не довів, а лише навів кілька непереконливих аргументів, щоб продемонструвати можливість існування такої землі.Оригінальний текст (рос.)
Unfortunately he did not prove anything of the sort. He merely raised some inconclusive arguments to show the possibility of such a land.

Спрег де Кемп заявив, що всі факти, якими оперував Доннеллі, були або хибними вже під час формулювання теми книги, або були спростовані подальшими відкриттями.
Оскільки широкий кругозір Донеллі може приголомшити середньостатистичного читача і змусити прийняти його твердження за чисту монету, необхідно уважно проаналізувати його книгу, щоб показати, наскільки безтурботно, упереджено і здебільшого безглуздо її написано.Оригінальний текст (англ.)
Since Donnelly's formidable learning is likely to stun the average reader into taking his statements at face value, a close look at his book is needed to show how careless, tendentious, and generally worthless it is.